# Isole Semidi
Le isole Semidi sono un gruppo di 9 isole, più altri scogli di minore importanza, nella parte più occidentale dell'arcipelago Kodiak, in Alaska (USA). Amministrativamente appartengono al Borough di Kodiak Island.
Si trovano a sud-ovest dell'isola Kodiak, a circa metà strada tra la penisola di Alaska e l'isola Chirikof. Le più grandi del gruppo sono Aghiyuk e Chowiet; la superficie totale di tutte è di 30,17 km² e sono disabitate. Fanno parte dell'unità della penisola di Alaska del Alaska Maritime National Wildlife.

## Elenco delle isole Semidi
- Aghiyuk
- Anowiki
- Chowiet
- Kateekuk
- Kiliktagik
- Isola del sud
- Aliksemit
- Suklik
- Aghik

## Storia
Scoperte nel 1741 da Vitus Bering e denominate Tumannoi ("nebbiose", dal russo туман, nebbia); il nome odierno deriva da ostrova Semidy o Yevdokevskiye, pubblicato dal tenente Saryčev nel 1826.
Altre varianti del loro nome sono state: Foggy Islans, Eudocia, Eudokievskie, Simedan, Zumik.